# Insurrection de 1830 dans les Pays-Bas méridionaux
L'insurrection de 1830 dans les Pays-Bas méridionaux est un mouvement de protestation populaire dans les provinces méridionales du Royaume uni des Pays-Bas, soit grosso modo dans la future Belgique, contre le régime « hollandais » mené depuis La Haye par le roi Guillaume Ier d'Orange-Nassau.
Elle débute dès le lendemain des émeutes d’août 1830 à Bruxelles qui font suite de la représentation de l'opéra La Muette de Portici au théâtre royal de la Monnaie du 25 août et qui marquent le point de départ de la révolution belge. L'insurrection se généralise ensuite à l'ensemble des huit provinces du sud du pays, ainsi qu'au Grand-duché de Luxembourg et se militarise lors des Journées de Septembre, quand l'armée néerlandaise est chassée de la capitale brabançonne par les volontaires de la révolution belge.
Si, à la base, les griefs des « belges » ne s'orientent pas nécessairement vers une scission du Royaume, le mouvement aura pour conséquence la création d'un gouvernement provisoire de Belgique qui déclare l'indépendance de cette dernière le 4 octobre 1830 et déclenche la guerre belgo-néerlandaise ainsi que l'annexion du Grand-duché de Luxembourg dès le 16 octobre.
Elle s'inscrit dans un contexte révolutionnaire fortement influencé par la deuxième Révolution française qui vient de s'achever fin juillet.

## Contexte

### Création du Royaume uni des Pays-Bas

La départementalisation de la région après l'annexion à la Première République française de 1795, servira de base à la création des futures provinces, dont les Pays-Bas méridionaux forment les huit provinces du sud (sans le Grand-duché de Luxembourg devenu un territoire privé).

Les Pays-Bas historiques, qui correspondent grosso modo au Bénélux actuel, étaient autrefois vaguement liés dès l’époque des Pays-Bas bourguignons (1384–1556). Toutefois, au cours des Guerres de Religion du XVIe siècle, le nord (Belgica Foederata) se détache du sud (Belgica Regia) lors de la guerre de Quatre-Vingts ans, quand la république des Provinces-Unies, majoritairement protestante s'émancipe de la monarchie espagnole dès 1579, tandis que le sud, majoritairement catholique demeure sous le giron de la maison de Habsbourg. Ces derniers forment alors les Pays-Bas espagnols (1556–1713), puis les Pays-Bas autrichiens, desquels il faut distinguer la principauté de Liège, qui est un état à part bien que faisant également partie du Saint-Empire romain germanique. D'ailleurs, deux révolutions majeures bien distinctes se produisent dans la région à la fin XVIIIe siècle : la révolution brabançonne dès 1787 (qui crée les éphémères États belgiques unis) et la révolution liégeoise en 1789.
Après la Révolution française, la Première République annexe la région dès 1795, ce qui bouleverse profondément les anciennes institutions. Géographiquement parlant, elle lie entre eux des peuples qui, jusqu'alors, n'avaient jamais vécus ensemble. Cela particulièrement avec la formation des départements qui font fi de l'ancien découpage médiéval entre les comtés, duchés et la principauté de Liège notamment. Après la chute du Premier Empire de Napoléon Bonaparte, les grandes puissances européennes réunies lors du congrès de Vienne de 1815 décident de créer un état-tampon dans le but de se protéger de toute nouvelle velléité expansionniste française. C'est ainsi que naît le Royaume uni des Pays-Bas, qui marie de force des populations qui avaient jusqu'alors pris des chemins bien différents, tant sur le plan politique, que religieux ou sociétal. Celui-ci est composé de dix-sept provinces, dont les huit provinces du sud forment les Pays-Bas méridionaux et existent encore aujourd'hui parmi les provinces de la Belgique (à l'exception de la province de Brabant, scindée en 1995 et des provinces de  Limbourg et de Luxembourg, scindées par la traité des XXIV articles du 19 avril 1839).

### Contexte européen

La Liberté guidant le peuple inspirée de la Deuxième Révolution française qui eut lieu fin juillet 1830 et qui influença considérablement la révolution belge.

La révolution belge s'inscrit dans un contexte européen qui voit apparaître plusieurs insurrections majeures lors de l'année 1830 : l'indépendance de la Grèce de l'Empire Ottoman est reconnue par le protocole de Londres le 3 février. De son côté, la Pologne se révolte contre l'Empire russe du tsar Nicolas Ier lors de l'insurrection de Novembre. Mais c'est surtout la deuxième Révolution française de fin juillet 1830 qui va fortement influencer les « belges ». Les Français chassent en effet le dernier roi de France, Charles X et voient Louis-Philippe Ier monter sur le trône en tant que roi des Français à la tête d'un nouveau régime: la Monarchie de Juillet. Le drapeau tricolore remplace le drapeau blanc à la suite d'une insurrection et de combats de rue ayant lieu à Paris du 27 au 29 juillet. L'influence sur la révolution belge, qui éclate moins d'un mois plus tard, d'abord dans les milieux bourgeois francophones, est non-négligeable : le premier drapeau à être arboré sur l'hôtel de ville de Bruxelles est d'ailleurs le drapeau français, plutôt en guise de symbole révolutionnaire que par une véritable volonté de rattachisme.
Dans le reste de l'Europe, plusieurs événements significatifs ont également lieu. Au Royaume-Uni de Grande-Bretagne et d'Irlande, les catholiques sont autorisés à siéger au parlement depuis 1829, après l'insistance de Daniel O'Connell. Côté allemand, la future unification allemande se précise petit à petit depuis la création de la confédération germanique, dont fait, entre autres, partie le Grand-duché de Luxembourg ainsi que les anciens territoires de la maison d'Orange-Nassau du roi Guillaume, qui n'est autre que le cousin du roi de Prusse, Frédéric-Guillaume III. Au sud, le mouvement du Risorgimento italien, quant à lui, prend de plus en plus d'ampleur.

## Déroulement

### Préludes
La deuxième Révolution française de juillet 1830 gagne bien vite les Pays-Bas méridionaux, relayée en masse par la presse. Par exemple, on lit dans l'Algemeen-Nieuws-en-Advertentie-Blad : « Comment il se peut qu'elle soit honnie précisément dans cette partie des Pays-Bas qui ne doit son antique liberté qu'à une lutte généreuse contre le despotisme? Que faut-il penser de ces hommes qui poussent la maison d'Orange à gouverner les Belges selon les maximes de Philippe II et de Napoléon, tandis qu'elle-même ne doit sa grandeur qu'à la résistance des peuples contre la tyrannie ? ». La société des amis du peuple distribue de tracts à Bruxelles dès le 11 août où il est inscrit : « Français, faites un pas, la Belgique est à vous ». De nombreux Français ou sympathisants participent grandement au déclenchement des émeutes d’août 1830 à Bruxelles qui sont le premier épisode de la révolution belge.
Partout dans le pays l'inquiétude et la grogne montent et la tension commence à être de plus en plus palpable, comme le montre par exemple ce courrier adressé le 22 août par le bourgmestre de Tournai, Bernard de Béthune (nl), au gouverneur de la province du Hainaut, Ferdinand de Macar :

« Monsieur le Gouverneur, il est plus que temps qu'on fasse des concessions, qu'on rétablisse l'équilibre, qu'on fasse disparaître la préférence pour les hommes du nord du royaume (...). Je dois vous l'avouer, les têtes sont montées et ce ne sera qu'en faisant droit à quelques objets qui choquent et provoquent des résistances, qu'on rétablira réellement la paix et l'harmonie entre le trône et la nation.
(...) Les habitants notables de Tournay sont bien disposés et j'espère que nous parerons le coup mais je ne puis vous dissimuler que le commerce va se trouver embarrassé; il ne trouve plus à escompter ses billets, les bourses se ferment, la confiance disparaît. Déjà trois petits fabricants ont renvoyé leurs ouvriers. Les ouvriers du rivage se remuent. Si cette classe reste sans pain, je ne pourrai maintenir l'ordre. »

À Bruxelles, deuxième ville de résidence du roi et plus grande ville des provinces du Sud, le bruit se répand dès le 20 août que la schutterij sera désarmée et la rumeur est relayée dans le quotidien Le Belge. Le 22 août, de nouveaux tracts se propagent à Bruxelles, où l'on peut lire : « Lundi, 23 août : feu d'artifice ; mardi, 24 : illumination ; mercredi, 25 : révolution ! ». Le même jour, l'exercice de la schutterij est annulé : les autorités craignent que les gardes refusent de rendre les armes. Le 23 août, le Journal de Louvain publie que : « Demain est l'anniversaire du roi, mais aussi de la loi fondamentale, et le roi n'est roi que par elle..... Fût-il jamais maison princière assez odieuse pour se vanter d'avoir sur le peuple belge d'autres droits que ceux accordés par lui ? » Une lettre de Louis De Potter, journaliste d'opposition en exil en France, parait également dans la presse. Il est décidé d'annuler le feu d'artifice prévu pour l'anniversaire du roi Guillaume Ier officiellement pour cause de mauvais temps.

### Août 1830
- 25 août : début des émeutes d’août 1830 à Bruxelles à la suite de la représentation de l'opéra La Muette de Portici au théâtre royal de la Monnaie, considérée comme l'élément déclencheur de la révolution belge et de l'insurrection dans l'ensemble des Pays-Bas méridionaux.

- 26 août :

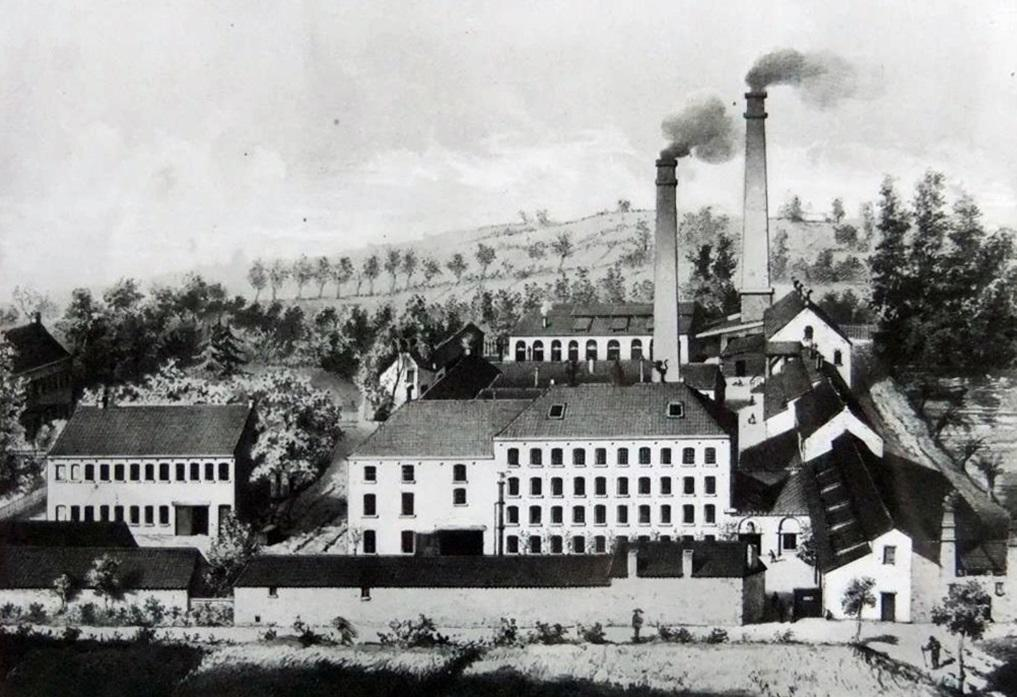
La fabrique de textile de Thomas Wilson située à Uccle, est attaquée par les ouvriers dès le 26 août.

- - Anderlecht : Pillages des établissements Rey et Basse, rue Terre-Neuve[7].
  - Binche : création d'une garde bourgeoise[8].
  - Bruxelles : Les émeutes de la veille continuent et le peuple envahit le dépôt de la schutterij à la caserne des Annonciades et s'y arme, malgré l’intervention de la garde bourgeoise de Bruxelles, créée le matin-même. De nouvelles altercations ont lieu, notamment sur la place royale, sur la Grand-Place de Bruxelles, mais aussi au Petit Sablon, une escarmouche a lieu et les soldats font feu, faisant 20 morts et une cinquantaine de blessés[9]. Le premier drapeau de la Belgique est conçu par Marie Abts et hissé sur l'hôtel de ville de Bruxelles par Lucien Jottrand et Édouard Ducpétiaux, en remplacement du drapeau révolutionnaire français. De nombreuses copies sont immédiatement réalisées dont une est promenée dans les rues de la ville par Alexandre Van Hulst, un employé du ministère de la Guerre[10].
  - Cureghem : pillage des établissements Wilson.
  - Dinant : Le drapeau brabançon est arboré par Jean Maréchal, un lieutenant du régiment de cuirassiers[11].
  - Forest : destruction des ateliers de tissage de l'industrie textile Bosdevex et Bal et attaque de la teinturerie Fortin[12].
  - Liège : La nouvelle des évènements bruxellois de la veille arrive dans la cité ardente et, dans la soirée, un grand nombre de jeunes gens, armés de fusils de chasse se réunissent dans la cour du palais des princes-évêques de Liège[13]. Charles Rogier, un jeune avocat de la cité ardente, prend le commandement de la troupe avec son frère, Firmin. Le lendemain matin des cocardes oranges, symbole de la monarchie néerlandaise sont arrachées d'un poste de la garde communale et 250 fusils sont volés.
  - Louvain : la nouvelle des émeutes bruxelloises de la veille arrive dans la ville. Adolphe Roussel et Pierre-François Van Meenen commencent à distribuer des pamphlets pour inciter le peuple à se soulever. Le Journal de Louvain critique sévèrement la garde civique et le drapeau orange est remplacé par le drapeau et les cocardes « noir-jaune-rouge »[14], arborés en premier par Eugène Debrouwer[15]. Une garde bourgeoise est constituée.
  - Uccle : environ 120 émeutiers quittent Bruxelles vers 20 h et se rendent à la fabrique de tissage de coton Wilson, rue de Stalle[16], afin d'y détruire les machines mécaniques que les ouvriers accusent d'être les causes d'un chômage grandissant. Ils détruisent certaines machines puis incendient l'usine. Ensuite, un rassemblement composé d'ouvriers de la fabrique et d'autres émeutiers se rendent à la maison de campagne de Thomas Wilson, le propriétaire, et la saccagent[17].

- 27 août
  - Anvers : Des nombreux bourgeois, commerçants et fonctionnaires ayant fuit les émeutes de Bruxelles de la veille arrivent en ville. Le peuple se réunit massivement sur la Meir sous la houlette de Pierre Dansaert[18]. Ils tentent d'incendier le palais royal d'Anvers, les affrontements font plusieurs blessés et la police procède à une trentaine d'arrestations[19]. Cela conduit le bourgmestre, Willem Andreas de Caters, à renforcer les services d'ordre par une milice bourgeoise dès le lendemain[20].
  - Bruxelles : Les émeutes se poursuivent, notamment sur la place des Palais où trois pelotons du Garderegiment Grenadiers en Jagers (nl) sont pris à partie par des jets de pierres puis des tirs d'armes à feu. Ils ripostent et font plusieurs morts parmi les assaillants[21].
  - Gand : création d'une garde bourgeoise après la réunion du conseil communal en une séance extraordinaire[22].
  - Herstal : Des barricades sont érigées sur la route de Maastricht à Herstal, par Jean-Lambert Sauveur[23].
  - Liège : la commission de sûreté publique de la ville décide de l'envoi d'une délégation de trois personnes afin de demander au roi Guillaume le redressement des griefs de la nation.
  - Marbais : le drapeau national est arboré par le docteur Félix Delstanche[24].
  - Mons : la révolte de 1830 à Mons débute à l'initiative de Nicolas Vanderauwera, un employé des accises[25].
  - Tournai : formation d'une garde bourgeoise de 700 hommes, en plus de la schutterij locale qui en compte environ 500[26]

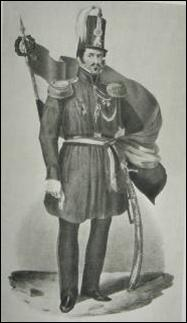
Emmanuel Van der Linden d'Hooghvorst (image)et une cinquantaine d'autres signataires lancent une première adresse au roi Guillaume Ier le 28 août.

- - Verviers : création d'une commission de sûreté publique et d'une garde bourgeoise.

- 28 août :
  - Alost : La régence de la ville se dote d'une garde bourgeoise qu'elle choisit elle-même avec, à sa tête, Paul Meert.
  - Anvers : La garde urbaine d'Anvers est créée, s'armant à la citadelle et établissant son état-major à la bourse d'Anvers[27]. Celle-ci est rapidement assiégée par le peuple qui leur lance des pierres. Vers 20 h 30, la garde sort du bâtiment et tente de repousser la foule. Elle ouvre le feu, faisant plusieurs morts et blessés graves parmi le peuple[28]. L'un des agitateurs belges, Louis Matthyssens est arrêté et incarcéré pendant six semaines[29].
  - Ath : Une garde bourgeoise est créée à la demande du bourgmestre Ricart du Régal et dont le commandement est confié à Édouard de Rouillé. Forte de 500 hommes[30], elle se répartit en sections de 20 gardes et font rétablir le calme après plusieurs manifestations qui verront l'enlèvement des armes de la monarchie néerlandaise du bureau des domaines et du bureau des messageries.
  - Bruges : Des émeutes éclatent devant et à l'intérieur de la prison. Dix-sept déserteurs belges sont libérés. Un groupe de manifestants se rend à la Katelijnestraat pour piller et incendier la maison de Pieter Alexander Sandelin (nl)[31], président du tribunal et membre de la Seconde Chambre des États généraux[32]. Le bourgmestre Philippe Veranneman de Watervliet fait tirer sur les manifestants : on dénombre quatre morts et sept blessés[33].
  - Bruxelles : une cinquantaine de bourgeois, menés par Emmanuel d'Hooghvorst, signent et envoient au roi Guillaume l'adresse suivante, par une députation composée de Joseph d'Hooghvorst, Félix de Mérode, Alexandre Gendebien, Frédéric de Sécus, et de Monsieur Palmaert[34] :

« Sire!
Les soussignés, vos respectueux et fidèles Sujets, prennent la liberté, dans les circonstances difficiles où se trouvent la Ville de Bruxelles et d'autres Villes du royaume, de députer vers V. M., cinq de ses Citoyens, MM. le Baron Joseph d'Hoogvorst, le Comte Félix De Mérode, Alexandre Gendebien, Frédéric De Sécus, Palmaert, père, chargés de lui exposer que jamais, dans une crise pareille, les bons habitans ne méritèrent davantage l'estime de V. M. et la reconnaissance publique. Ils ont, par leur fermeté et leur courage, calmé, en trois jours, l'effervescence la plus menaçante, et fait cesser de graves désordres. Mais, Sire, ils ne peuvent le dissimuler à V. M. : le mécontentement a des racines profondes ; partout on sent les conséquences du système funeste suivi par des ministres, qui méconnaissent et nos vœux et nos besoins. Aujourd'hui, maîtres du mouvement, rien ne répond aux bons citoyens de Bruxelles, que, si la nation n'est pas appaisée, ils ne soient pas eux-mêmes les victimes de leurs efforts. Ils vous supplient donc, Sire, par tous les sentiments généreux qui animent le cœur de V. M., d'écouter leur voix et de mettre ainsi un terme à leurs justes doléances. Pleins de confiance dans la bonté de V. M., et dans sa justice, ils n'ont député vers vous leurs concitoyens que pour acquérir la douce certitude que les maux dont on se plaint seront aussitôt réparés que connus. Les soussignés sont convaincus qu'un des meilleurs  moyens pour parvenir à ce but si désiré, serait la prompte convocation des États-Généraux. »

Le roi répondra : « Qu'on fléchisse d'abord, qu'on arbore les couleurs de la dynastie, et qu'on se soumette au prince d'Orange: la commission conciliatrice proposera des mesures que le roi ratifiera, si tel est son bon plaisir. »
- - Courtrai : un mouvement populaire éclate sous la houlette de Constantin Beck[36], un marchand local et du commandant de la garde civique, Bisschof[37].
  - Dinant : création d'une garde bourgeoise.
  - Gand : Manifestation d'étudiants patriotes qui sont arrêtés et incarcérés.
  - La Haye : Le roi Guillaume se saisit de la révolte et envoie ses deux fils, le prince Guillaume et le prince Frédéric à Bruxelles pour tenter de faire revenir l'ordre. Il demande également l'aide du roi de Prusse, son cousin Frédéric-Guillaume III, en vertu des traités entre les deux états. Toutefois, celui-ci refuse d'intervenir, craignant d'engager un conflit avec la France[38].
  - Liège : Les insurgés pillent le fabricant d'armes Devillers et lui donne un « reçu au nom du peuple ». Le drapeau liégeois est arboré à l'hôtel de ville de Liège, à la porte d'Amercoeur ainsi qu'à la tour de la cathédrale Saint-Paul de Liège par Eugène Bidaut[39]. La commission de sûreté publique de la ville envoie une délégation à La Haye afin de demander « le redressement des griefs de la Nation ». La députation se compose de Jean Deleeuw-Dupont, Adolphe Dechamps et Jean Raikem[40].
  - Mons : création d'une garde bourgeoise de 800 hommes (sept compagnies d'infanterie et une de cavalerie) commandée par Édouard Duval de Beaulieu de Blaregnies.
  - Namur: création d'une garde bourgeoise.
  - Verviers : Des émeutes éclatent après que la foule ait envahi l'hôtel de ville de Verviers et arraché le drapeau néerlandais. Des maisons sont pillées et incendiées, les insignes royaux et municipaux sont abattus pour faire place aux couleurs françaises.

- 29 août : 

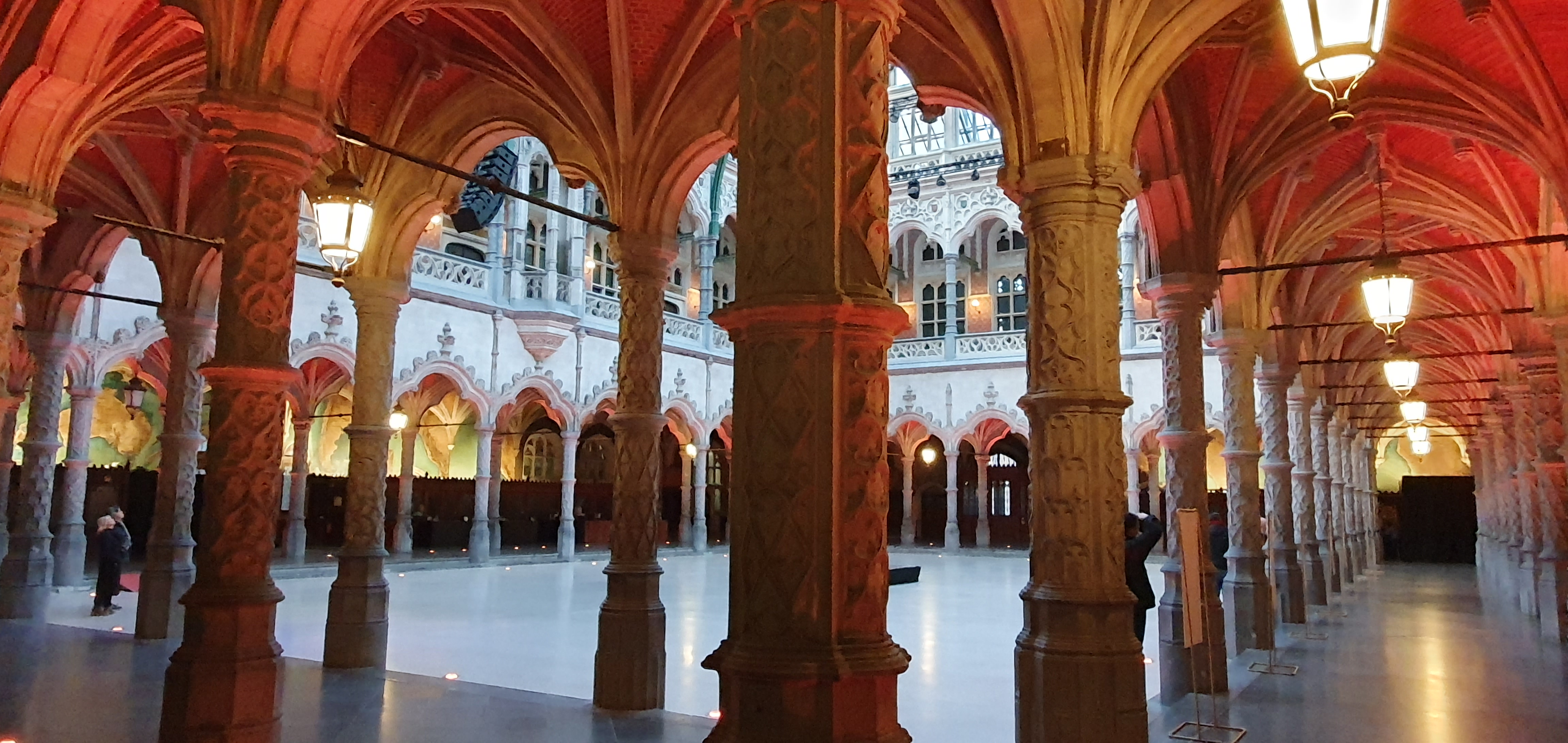
La garde urbaine d'Anvers est créée le 28 août et établit son siège dans la bourse d'Anvers où elle est prise à partie par la foule, sur laquelle elle finit par tirer, faisant plusieurs morts et de nombreux blessés.

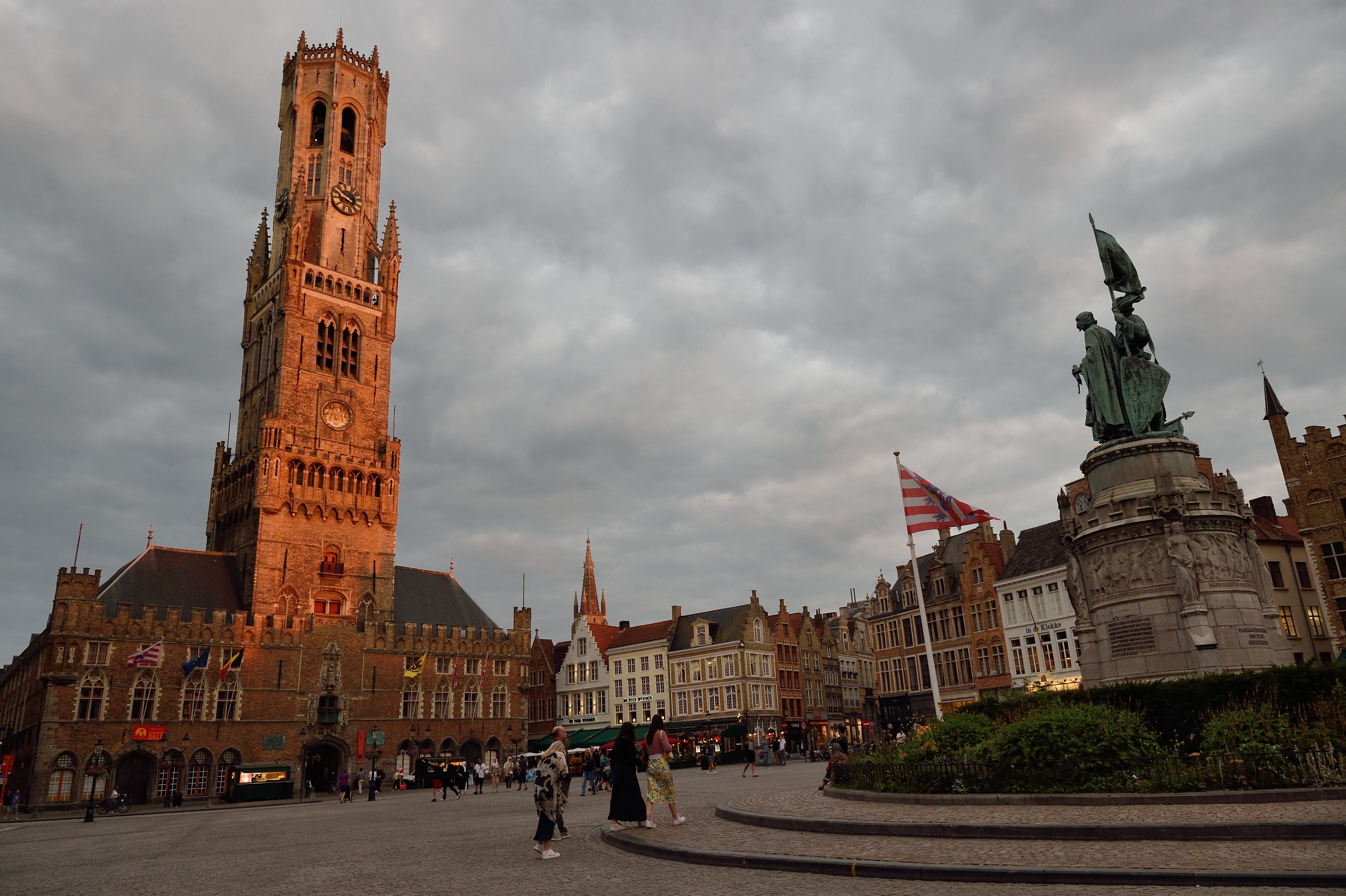
Le 28 août, la foule se rassemble sur la Grand-Place de Bruges (image) puis va incendier la maison du député Pieter Alexander Sandelin, avant que les services d'ordre n'ouvrent le feu, faisant quatre morts et sept blessés.

  - Aix-la-Chapelle (Prusse) : les troubles de la participation liégeoise à la révolution belge de 1830 atteignent la Prusse et les villes rhénanes proches de la frontière, jusqu'à Düsseldorf. A Aix-la-Chapelle, des émeutes éclatent en ville et des maisons sont pillées puis incendiées, comme celle de James Cockerill (en)[41], frère de l'industriel John Cockerill établi dans le bassin liégeois. Les machines des établissements Nélissen, fabricant de draps, sont détruites. On y chante La Marseillaise en hissant le drapeau français, en guise de ralliement à la révolution.
  - Bastogne : Les premiers évènements de ralliement à la révolution belge apparaissent dans le grand-duché de Luxembourg. François d'Hoffschmidt rapporte par la diligence venue de Bruxelles, le premier drapeau « noir-jaune-rouge »[42]. Il est hissé en haut du clocher de l'église Saint-Pierre de Bastogne par une troupe d'insurgés menée par le commandant de la maréchaussée grand-ducale locale, Charles Mathelin.
  - Bruges : Les émeutes reprennent et les restes de la maison de Pieter Alexander Sandelin (nl) est une nouvelle fois pillée incendiée jusqu'à être complètement détruite. Cette fois, l'incendie se propage dans la ville, la foule empêchant les pompiers de lutter contre le feu[43]. Une garde bourgeoise est créée dans la foulée, sous le commandement du général D'Houw, qui établit son état-major à l'hôtel de ville de Bruges.
  - Bruxelles : Charles de Luesemans, un avocat de Tirlemont, achemine depuis Liège des armes et des munitions qu'il offre à la commission de sûreté publique[24].
  - Fraipont : Une révolte populaire est déclenchée par Alexis Auguste Tassier, un lieutenant du 2e régiment d'infanterie, qui appelle la population aux armes[44].
  - Lierre : Les ouvriers de l'usine de textile De Heyder en Co (nl) se révoltent[45].
  - Liège : Trois émissaires bruxellois, Pierre Emmanuel Félix Chazal, Édouard Ducpétiaux et Charles-Joseph Pletinckx, arrivent en ville pour demander le secours des liégeois[40].
  - Louvain : le drapeau de la Belgique est arboré pour la première fois sur l'hôtel de ville de Louvain par Léonard Prosper D'Elhoungne[46].
  - Verviers : les émeutes s'étendent aux villages alentours, Andrimont, Dison et Ensival. Les industries sont également attaquées et des machines sont démontées dans les fabriques textiles de Raymond de Biolley ou de la famille Simonis[47].

- 30 août :
  - Ath : Le drapeau belge est arboré sur la tour de l'église Saint-Julien d'Ath par Philippe Dupret[48]. Le même jour, une adresse est envoyée au roi Guillaume Ier, rédigée par l'avocat libéral Eugène Defacqz, qui contraint le bourgmestre orangiste de la ville à faire partie des 168 signatures[49].
  - Huy : une commission de sûreté publique est nommée et décide de la création d'une garde bourgeoise sous la direction de Guillaume de Looz-Corswarem.
  - Vilvorde : les deux fils du roi, les princes Guillaume et Frédéric d'Orange-Nassau, installent leur campement dans la soirée, accompagnés de 6 000 hommes de l'armée néerlandaise, issus majoritairement de la 15e afdeeling d'infanterie en garnison à Anvers, et de plusieurs batteries d'artillerie légère de la garnison de Bréda[50].
  - Visé : Une garde urbaine est créée sous le cmmandement de Louis de Ryckel (nl) président de l'une des trois guildes des Arbalétriers et Arquebusiers de Visé[51].
  - Ypres : création d'un corps de volontaires armés ainsi que d'une garde bourgeoise[52].

- 31 août :
  - Cologne (Prusse) : Des proclamations paraissent le 31 août appelant le peuple à « se soulever à l’exemple des braves belges »[53].
  - La Haye : le roi Guillaume Ier reçoit les délégations de Bruxelles et de Liège, venues adresser les « griefs de la nation belge », mais ne fait aucune concession.
  - Mons : la régence de la ville envoie une adresse au Roi disant, entre autres, que « Nos lois et nos institutions doivent recevoir les redressements et le complément, dont le besoin est si profondément entré dans l'esprit et dans le cœur des Belges ».
  - Seneffe : Le drapeau belge est arboré par Florent Gilmont[54].
  - Vilvorde : les princes convoquent les principaux dirigeants bruxellois, Prosper-Louis d'Arenberg, Charles-Joseph d'Ursel et Emmanuel Van der Linden d'Hooghvorst pour leur annoncer son entrée dans la capitale dès le lendemain, demandant qu'ils veillent à ce que la population n'arbore pas de « symboles illégaux ». Apprenant cela, la population commence à dépaver les rues et à dresser des barricades.

### Septembre 1830
- 1er septembre :

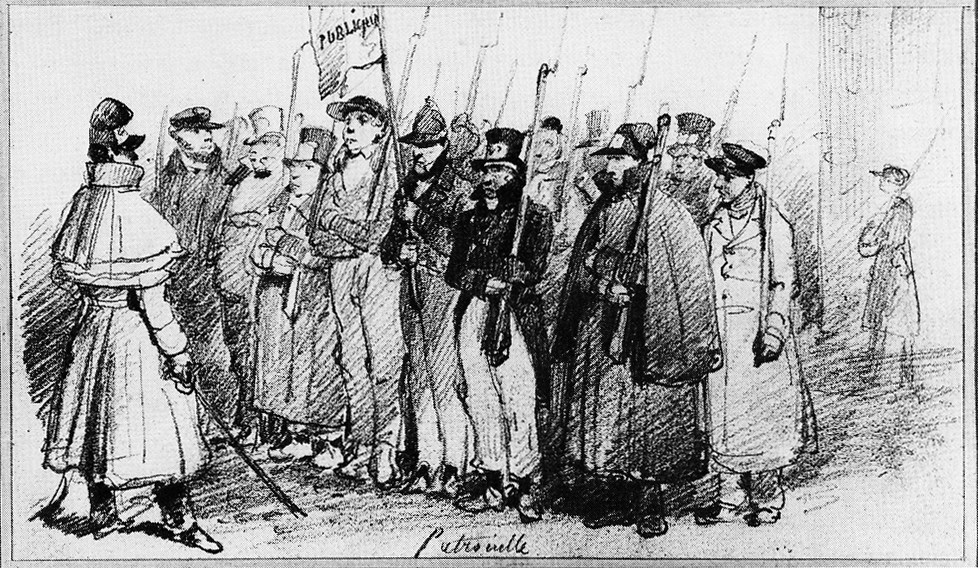
Une patrouille de volontaires belges dans les rues de Bruxelles en 1830.

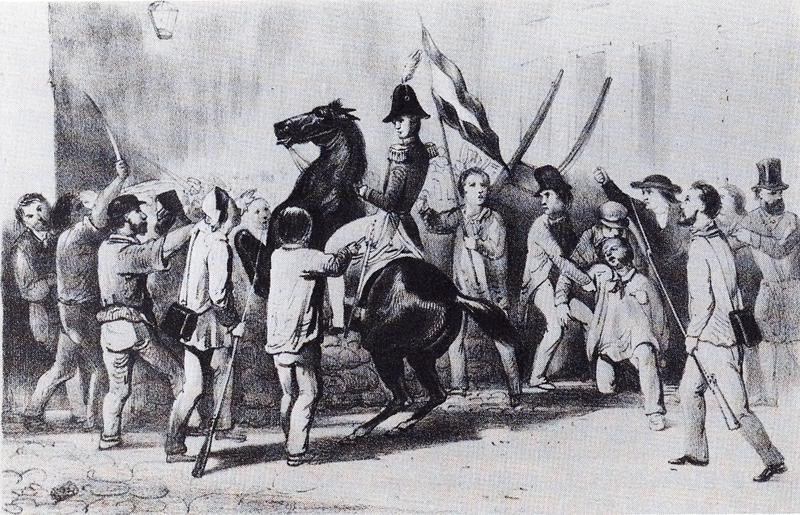
Le prince Guillaume, l'un des deux fils du roi, pris à partie par la foule lors de son entrée dans Bruxelles, le 1 septembre 1830.

- - Aix-la-Chapelle (Prusse) : des émeutes ouvrières éclatent à nouveau.
  - Bruxelles : comme annoncé, le fils du roi, le prince Guillaume, entre dans la ville par le pont de Laeken en direction du palais royal de Bruxelles sous l'escorte de députés et des 8 000 membres de la garde bourgeoise de Bruxelles alignés sur son chemin, lui présentant les armes. Le peuple bloque toutefois le passage du Prince vers le palais par des barricades, et le force à se diriger vers l'hôtel de ville de Bruxelles. Arrivé sur la place de Ruysbroeck, il se sent menacé et fait sauter son cheval au dessus de celles-ci, s'échappant par les rues de la Violette et de l'Hôpital. Le poste de garde du palais de justice croise un instant la baïonnette mais aucun combat n'est engagé[35].
  - Leuze-en-Hainaut : François De Gallais, major dans l'armée, crée la commission de sûreté publique de la ville dans sa maison[55].
  - Namur : une délégation de bourgeois de la province de Namur est envoyée à La Haye pour présenter au Roi une adresse signée par 700 Namurois exposant les griefs de leur province[56], reproduisant à peu de chose près celle des Liégeois. Elle est composée de Jean-Baptiste Brabant, Jean-Gabriel de Bruges de Branchon, Isidore Fallon, Florimond de Quarré (nl), Goswin de Stassart et Charles Zoude. Contrairement à ses homologues bruxellois et liégeois, la députation namuroise ne sera pas reçue[32].
  - Wavre : une centaine de volontaires armés essentiellement de fourches et de haches arrivent à Bruxelles[57].

- 2 septembre :
  - Charleroi : Léopold De Dorlodot arbore le premier drapeau belge[55].
  - Fleurus : le drapeau belge flotte[58] après que les couleurs brabançonnes ait été arborées par les citoyens de la ville depuis la veille.
  - Genappe : Adolphe Jottrand, Louis-Norbert et Séraphin Thiebauld partent pour Bruxelles avec trois canons récupérés après la bataille de Waterloo[59] qu'ils offrent à la commission de sûreté instaurée dans la capitale.
  - Liège : Charles Rogier lance un appel aux volontaires de rejoindre la capitale, tandis qu'un premier détachement du futur corps franc liégeois de 1830 se met en route avec une cinquantaine d'hommes menés par Firmin Rogier.
  - Louvain : Début des combats de Louvain. La population de la ville se rend à la caserne où la garnison commandée par le Major Louis Gaillard ouvre le feu, faisant un mort et plusieurs blessés. Le conseil municipal demande alors à la garnison de se retirer et de laisser la place à la schutterij locale commandée par Jean Antoine Pascal d'Onyn de Chastre. À l'arrivée de cette dernière, une deuxième fusillade se déclenche coûtant la vie à quatre habitants supplémentaires. La garnison finit par évacuer la ville et les notables « belges » prennent le pouvoir. Parmi eux, Jean de Neef, Ernest de Schrynmakers de Dormael, Pierre-François Van Meenen, Eugène Claes et Adolphe Roussel.
  - Namur : Une garde bourgeoise est créée par le substitut du procureur du Roi Defooz, qui fraternise avec le peuple armé[55].

- 3 septembre
  - Bruxelles : La garnison de Bruxelles évacue la ville, laissant le maintien de l’ordre public à la garde bourgeoise de Bruxelles. Le prince Guillaume en fait de même avec sa garde et rentre à La Haye auprès du roi.
  - La Haye : Démission du ministre de la justice, Cornelis Van Maanen.
  - Liège : Un nouveau contingent d'une centaine volontaires se met en route pour Bruxelles avec, à sa tête, François-Joseph de Bosse de Villenfagne.
  - Mons : Début des combats de Mons. La foule, menée par Norbert-Florimont Daumeries[60], s'empare de différentes portes des remparts de la ville, dont la porte de Nimy, la porte d'Havré, la porte de France et la porte du Rivage.
  - Rotterdam : La députation namuroise arrive par bateau vapeur mais est alpaguée par la foule, rassemblée sur le quai qui crie : « À bas Stassart! »[61] Goswin de Stassart se présente alors et la police dut intervenir pour permettre aux représentants namurois de monter dans leur voiture vers La Haye. Ce-dernier, craignant pour sa sécurité, décide de rentrer à Bruxelles, où il arriva le lendemain, et adresse ses explications et sa mésaventure dans une lettre[62] envoyée au baron de Mey de Streefkerk, ministre et secrétaire d’État.

- 4 septembre :

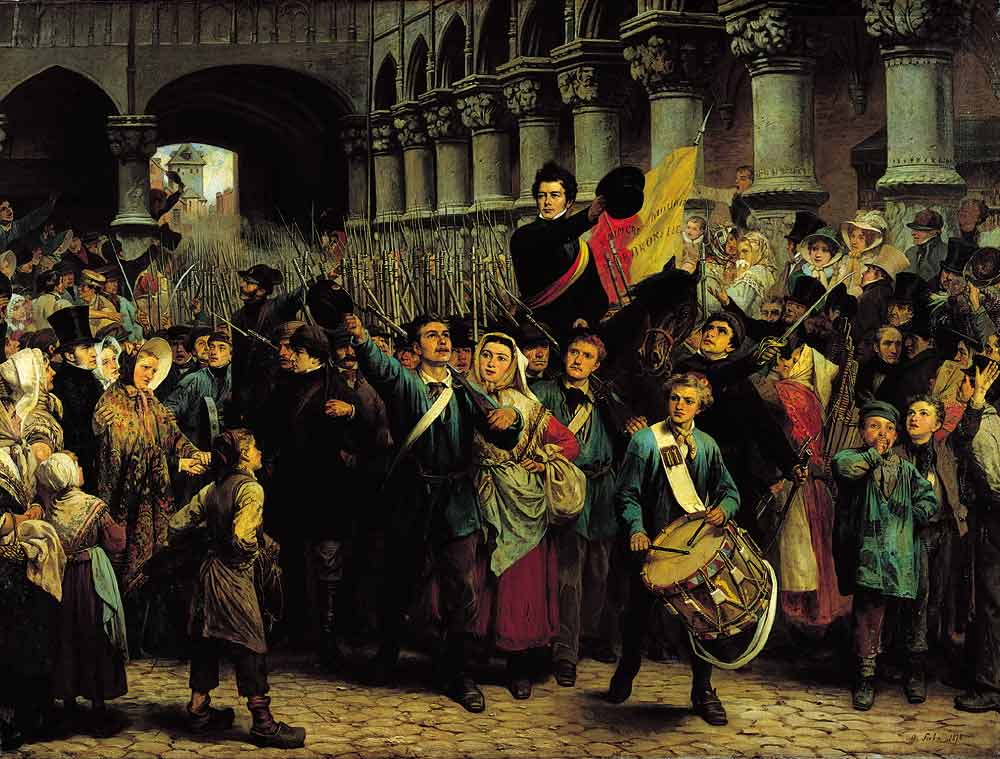
Le départ des volontaires liégeois pour Bruxelles, par Charles Soubre, toile de 1878.

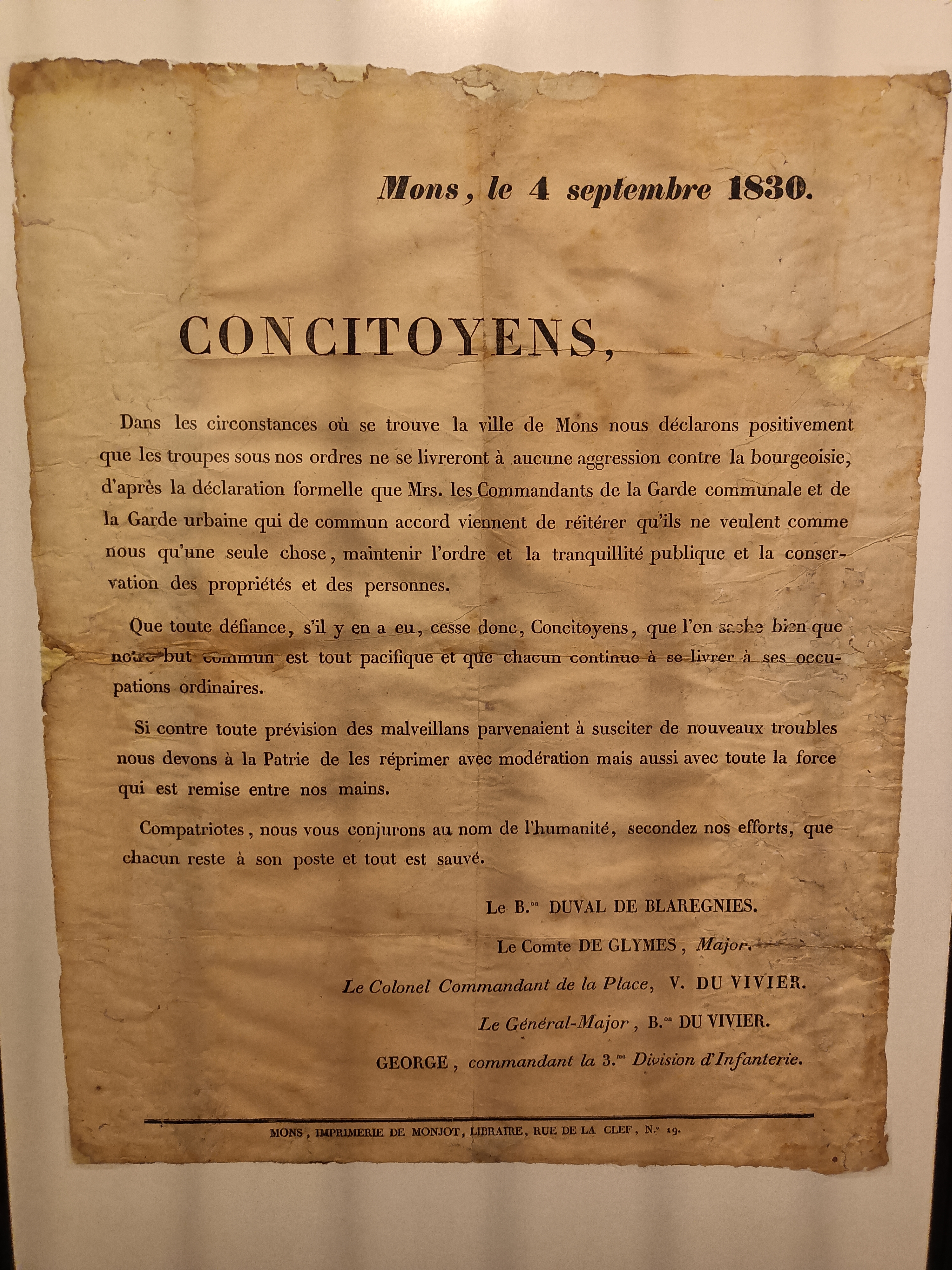
Adresse aux citoyens de Mons datant du 4 septembre 1830 et signé par le commandant de la garde bourgeoise, Édouard Duval de Beaulieu de Blaregnies.

- - Anvers : Un sergent de la 10e batterie d'artillerie de campagne, Nicolas Rombaux, attaque, avec plusieurs autres personnes, le poste de la Meir, sans parvenir à s'en emparer[63].
  - Liège : un troisième groupe du futur corps franc liégeois composé de 250 hommes part vers Bruxelles, dirigé par Charles Rogier.
  - Nivelles : Les couleurs brabançonnes sont accrochées à Jean de Nivelles, le jacquemart de la collégiale Sainte-Gertrude[64].

- 5 septembre :
  - Bastogne : création d'une garde bourgeoise[65].
  - Binche : Charles Blairon arbore le drapeau brabançon au clocher de l'hôtel de ville de Binche[37].
  - Braine l'Alleud : Alexis-Joseph François, officier de cavalerie, hisse le drapeau brabançon au sommet de la butte du Lion[66], constuite quatre années plus tôt pour commémorer la victoire de la bataille de Waterloo.
  - Genappe : Le bourgmestre Jean-Baptiste Jottrand fait arborer les couleurs brabançonnes à l'hôtel de ville
  - Houtain-le-Val : Le curé Nicolas De Cock fait flotter le drapeau brabançon sur le clocher de l'église[67].
  - Jumet : Le bourgmestre, Auguste-Joseph Frison, traverse Charleroi avec le drapeau belge à la main sous les yeux de la garnison avant d'aller le planter sur le corps de garde du village[68].
  - Soignies : Denis Berson, un commerçant de la ville, fait arborer le drapeau national sur le perron de l'hôtel de ville[69].

- 6 septembre : 
  - Alost : Des élections ont lieu sous la pression populaire afin d'élire les officiers de la garde bourgeoise, créée quelques jours plus tôt par la régence de la ville. Dans les cinq quartiers de la ville, la moitié des officiers nommés ont été radicalement révoqués et remplacés par de nouveaux, tous favorables au mouvement révolutionnaire. C'est ainsi que Liévin Van der Looy (nl) s'impose comme le meneur de la révolte dans la ville et que des volontaires issus des classes sociales inférieures se réunissent pour se rendre à Bruxelles[70]. Le drapeau national est arboré le jour-même.
  - Auderghem : les différents corps de volontaires liégeois se rejoignent avant d'entrer dans Bruxelles le lendemain.
  - Bruges : le conseil de Régence de la ville envoie une adresse au roi Guillaume en faveur de la séparation administrative de la Belgique et des Pays-Bas[71].
  - Charleroi : l'armée se retire de la ville basse et se retranche dans la forteresse de Charleroi.
  - Chièvres : Le conseil de Régence de la ville déclare adhérer à la séparation de la Hollande et de la Belgique[72].
  - Deinze : Le drapeau belge est arboré en ville.
  - Louvain : Décision de former deux compagnies mobiles, à solde des nouvelles autorités « belges ».
  - Ninove : La ville hisse le drapeau belge.
  - Nivelles : Une garde bourgeoise est formée sous le commandement de Clément de Cléty.
  - Tervuren : La première escarmouche a lieu entre les volontaires belges commandés par le général Van der Meer[73] et l'armée, sous les ordres de Narcisse Ablay.

- 7 septembre :

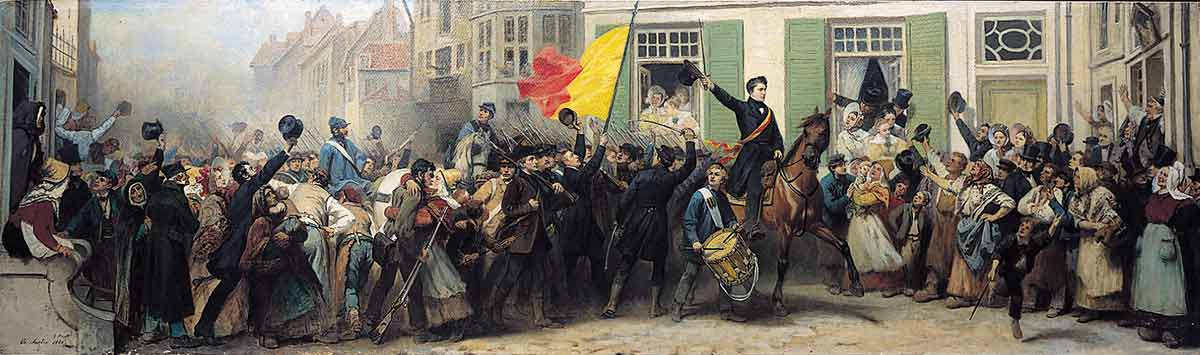
Arrivée de Charles Rogier et des volontaires liégeois à Bruxelles, toile de Charles Soubre de 1880.

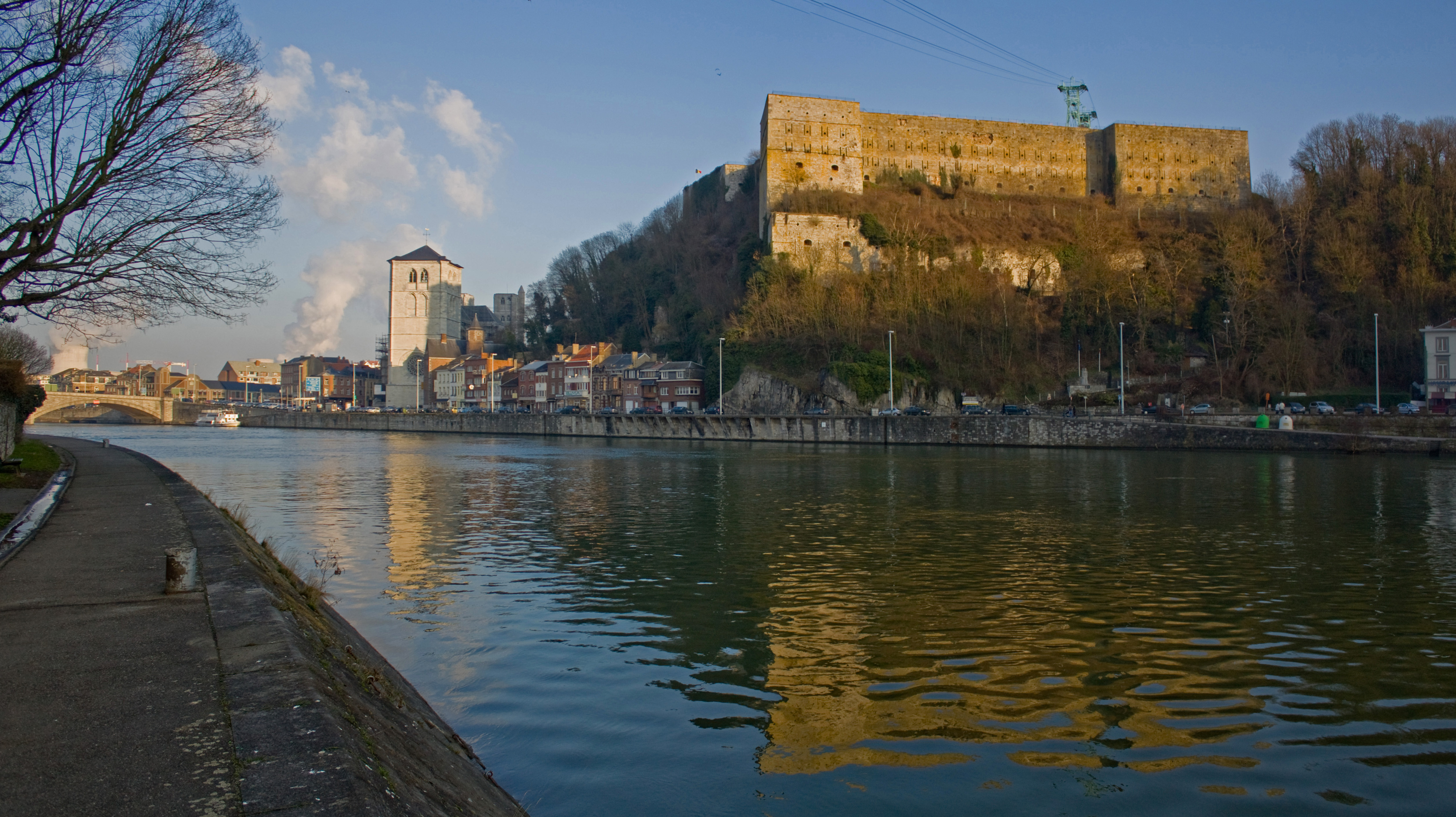
Le fort de Huy est pris le 7 septembre par la garde bourgeoise de la ville.

- - Bruxelles : le corps franc liégeois arrive dans la capitale.
  - Huy : le fort de Huy est pris par la garde bourgeoise de la ville, sans livrer bataille.
  - Luxembourg : La ville envoie une adresse[74] au nom du peuple luxembourgeois au roi Guillaume, qui est également le grand-duc de Luxembourg, demandant plusieurs réformes et montrant officiellement la voie de la participation luxembourgeoise à la révolution belge de 1830.

- 8 septembre
  - Ath : Emmanuel Dupret, conseiller libéral à la Régence, hisse le drapeau brabançon sur la tour de l'église Saint-Julien d'Ath et organise une compagnie de volontaires.
  - Bruxelles : création de la commission de sûreté publique, organe où siégeaient des partisans du mouvement révolutionnaire tels qu'Alexandre Gendebien, Nicolas Rouppe et Sylvain Van de Weyer ainsi que des représentants de la noblesse, comme duc d'Ursel, le prince de Ligne, le comte Félix de Mérode, le comte Frédéric De Sécus ou encore Ferdinand de Meeûs.
  - Gand : Une pétition en faveur de l'unité du Royaume uni des Pays-Bas est signée par la Chambre de commerce, la Société industrielle et les quatre loges maçonniques de la ville[75].

- 10 septembre :

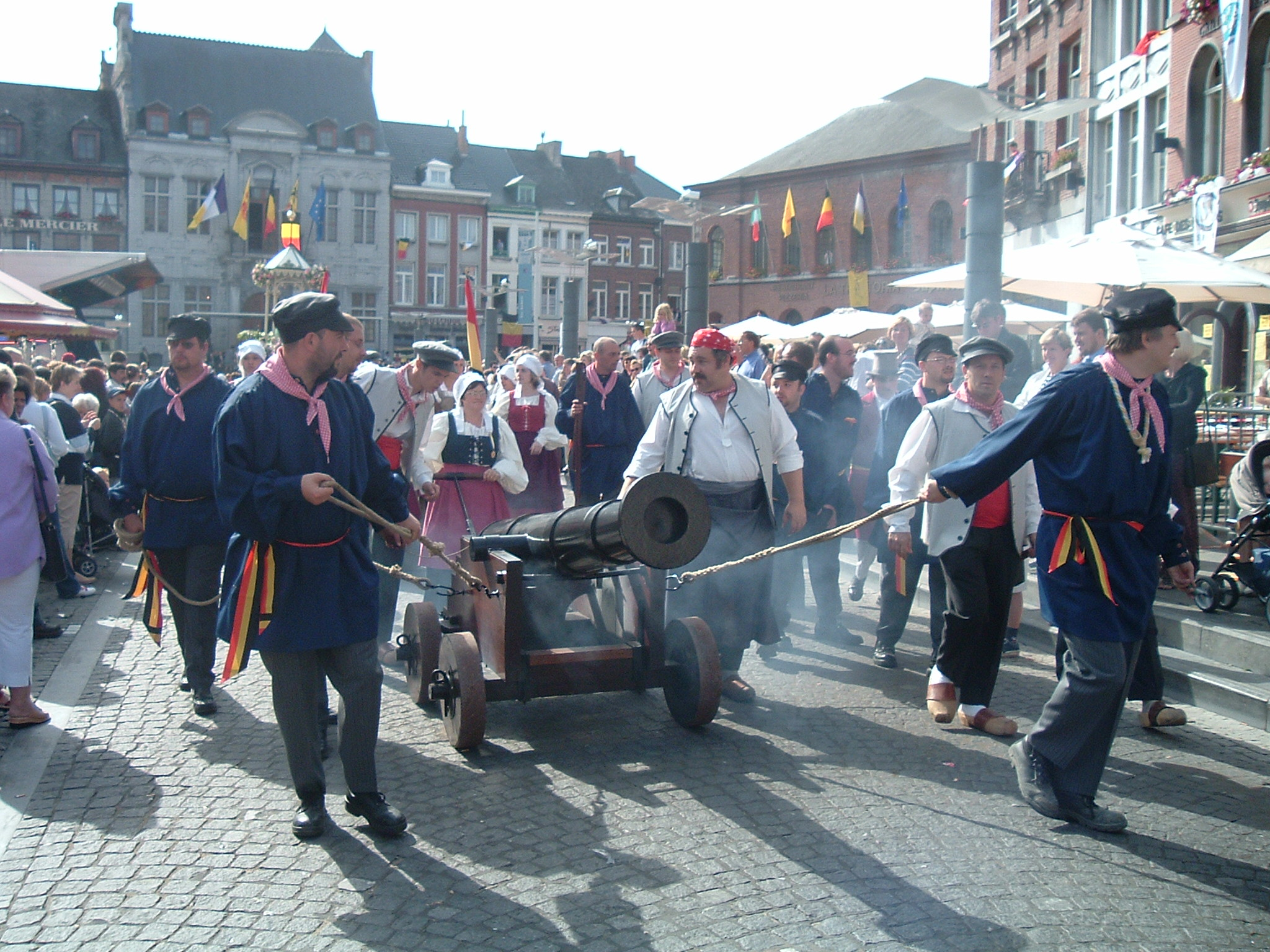
Le canon du Mont Sarah et les volontaires athois, représentés lors de la ducasse d'Ath.

- - Alost : À la demande du gouverneur de la province de Flandre-Orientale, Hendrik Jacob van Doorn van Westcapelle (nl), qui craint une révolte populaire dans la ville, des renforts militaires arrivent, composés d'un bataillon d'infanterie de 660 hommes la 5e Afdeeling dirigé par le lieutenant-colonel Schenofski et renforcés dès le lendemain par trois escadrons de hussards venus de Tournai et composés d'un un grand nombre de belges. En tout ce sont près de 1 000 hommes supplémentaires qui sont mis sous le commandement du colonel van Balveren.
  - Ath : un premier corps franc de 80 volontaires est créé et s'en va pour Bruxelles emportant avec eux une pièce d'artillerie : le canon du Mont Sarah. Ils arrivent dans la capitale le 11 septembre.
  - Philippeville : Des proclamations sont affichées et distribuées afin d'inciter les militaires à se révolter et déserter. Le colonel « hollandais » commandant la garnison dans la citadelle de Philippeville, Hilvaart Theodorus van Teylingen van Hilvarenbeek, décide d'octroyer 50 florins néerlandais (environ 455 euros actuels) à celui qui dénoncerait un citoyen ou un militaire, mais sans succès[76].

- 11 septembre :
  - Bouillon : formation d'une garde bourgeoise[77].

- 12 septembre :

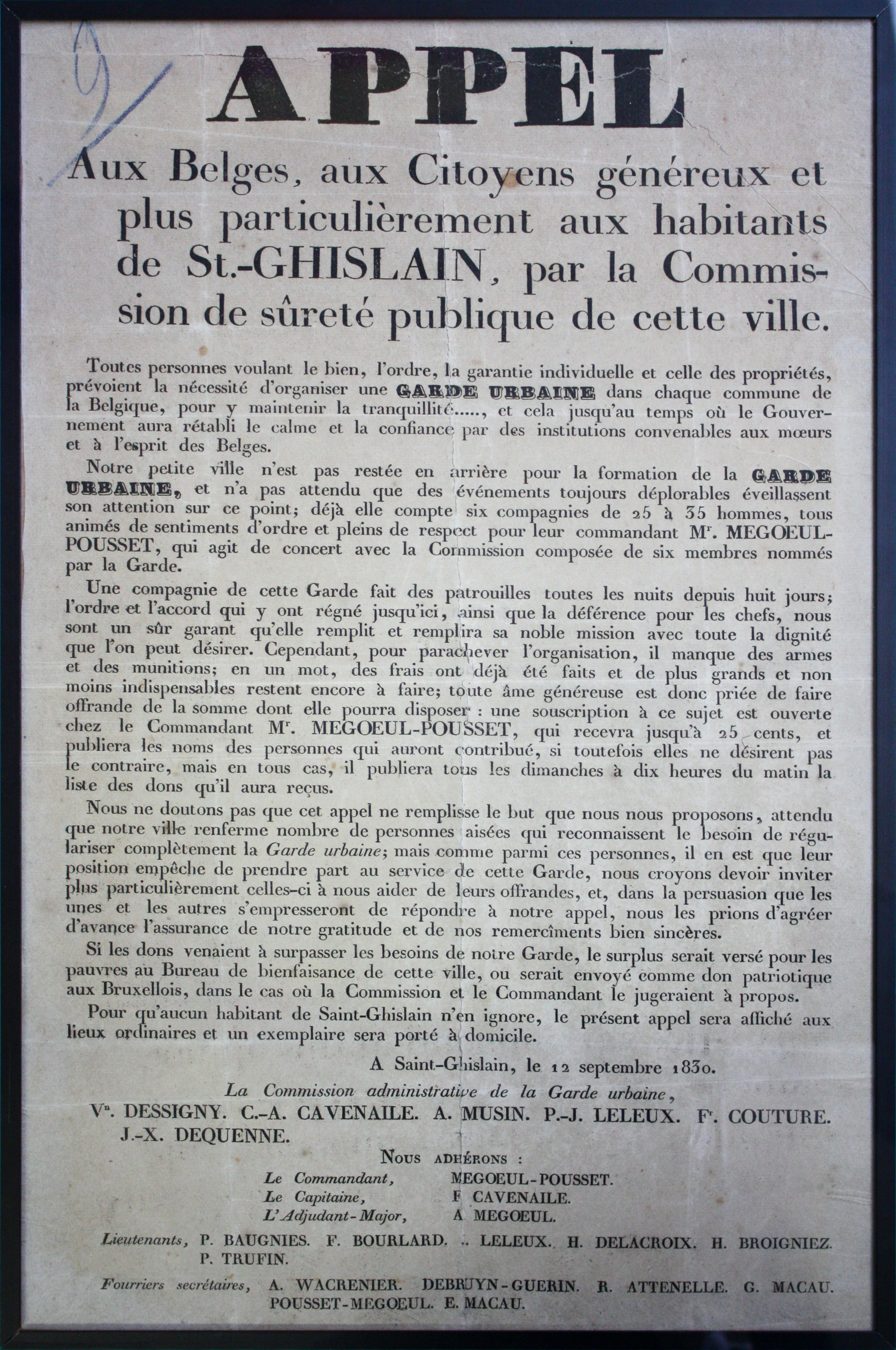
Affiche du 12 septembre invitant la population de Saint-Ghislain à financer l'armement de la garde urbaine ou de s'y enrôler.

- - Bruxelles : mise en place de la Réunion centrale (nl).
  - Fontaine-l'Évêque : le drapeau brabançon est hissé sur le clocher des deux églises de la ville[78].

- 13 septembre : 
  - La Haye : les États généraux du royaume des Pays-Bas sont convoqués par le roi.
  - Nivelles : La Régence de la ville licensie la compagnie des volontaires créée début du mois et intégrée à la garde bourgeoise de la ville, pour motif d'avoir « poussé la turbulence au point de paraliser l'action des lois sur la milice »[79].
  - Wavre : Un corps de volontaires se constitue et se rend à Bruxelles.

- 14 septembre :
  - Ath : Les palissades barricadant le corps de garde de la porte de Mons de l'enceinte d'Ath sont arrachées et jetées dans les fortifications aux cris de « Vive les Belges! A bas les barricades des militaires! ». Les insurgés se rendent ensuite à l'hôtel de ville, exigent que les magasins de poudre soient surveillés par la garde urbaine et que l'artillerie soit replacée de la caserne à l'arsenal. Les militaires hollandais sont injuriés et agressés par les révolutionnaires belges[72].
  - La Haye Le prince Frédéric, rentre pour assister au mariage de la princesse Marianne d'Orange-Nassau avec le prince Albert de Prusse et expose à son père le point de la situation des troupes.

- 15 septembre :
  - Bruxelles : création de la Réunion centrale[80].
  - La Haye : Dominique Jacques de Eerens (nl) remet un exposé complet au roi, réclamant plus de rigueur de la part des autorités militaires.
  - Maastricht : le roi envoie le général Bernardus Johannes Cornelis Dibbets (nl) dans la forteresse de Maastricht pour assurer le maintien de l'ordre dans la région.
  - Mons : le général Otto Christopher von der Howen est envoyé dans la citadelle de Mons pour y affirmer l'autorité du roi.
  - Namur : le général Josephus Jacobus van Geen (nl) demande le pouvoir d’établir l’état de siège, ce qu'il obtient.

- 16 septembre :
  - La Haye : le roi préside un conseil extraordinaire des ministres.
  - Tournai : Barthélemy Dumortier met sur pied un corps franc de volontaires, la Légion tournaisienne de 1830.

- 17 septembre
  - La Haye : Le roi décide de l'expédition sur Bruxelles. La décision parvient le 20 à Anvers.

- 18 septembre :

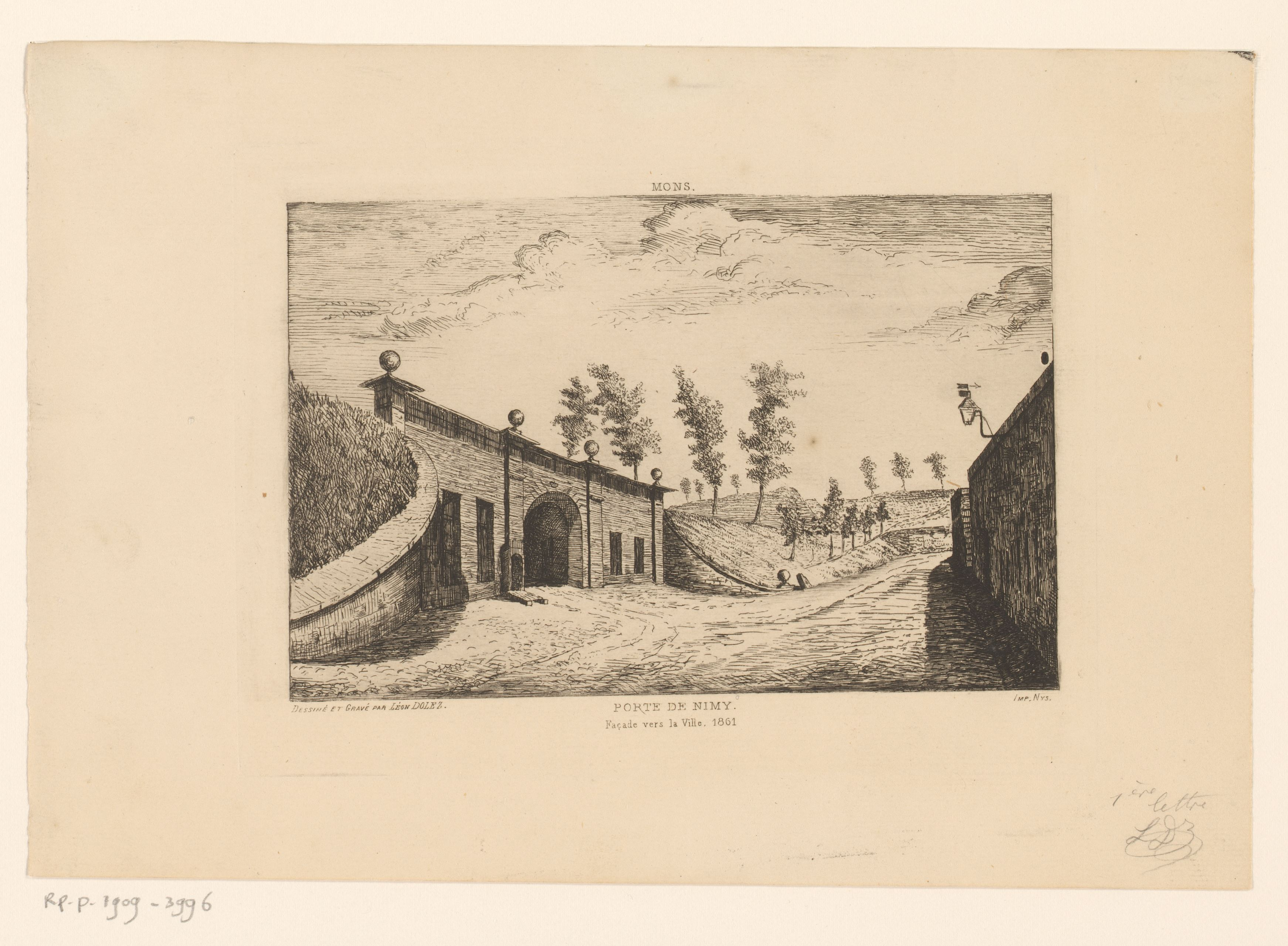
L'attaque de la porte de Nimy à Mons (image) échoue le 19 septembre et fait 11 morts.

  - Bruxelles : Alexandre Gendebien quitte la ville pour aller chercher Louis de Potter à Lille. Dans le même temps, à la demande de la Réunion centrale, les volontaires liégeois se forment en deux patrouilles de reconnaissance afin d'aller analyser les forces « hollandaises » en présences à Tervuren (d'où ils ramènent des chevaux volés à la maréchaussée royale) et à Vilvorde[81].

- 19 septembre :
  - Bruxelles : des escarmouches ont lieu entre les volontaires liégeois et l'armée à Tervuren et à Vilvorde. Les Liégeois arrêtent la diligence venue d'Amsterdam et s'emparent de chevaux de la maréchaussée royale.
  - Mons : la foule envahit l’hôtel de ville de Mons, chasse le conseil de Régence et s’empare des armes des gardes bourgeoises. À 20 h le peuple échoue à prendre la porte de Nimy après une fusillade qui fait 11 morts et trente blessés[82].

- 20 septembre
  - Bruxelles : la garde bourgeoise est désarmée et la commission de sûreté publique se dissout, laissant Bruxelles à l'anarchie. Le peuple envahit l'hôtel de ville de Bruxelles.
  - Liège : le fort de la Chartreuse est pris par la garde urbaine liégeoise.
  - Tirlemont : un corps franc de 350 hommes part pour Bruxelles, menés par Mathias Bodson , Patrice de Waelhens et Emmanuel Pariens.

- 21 septembre :

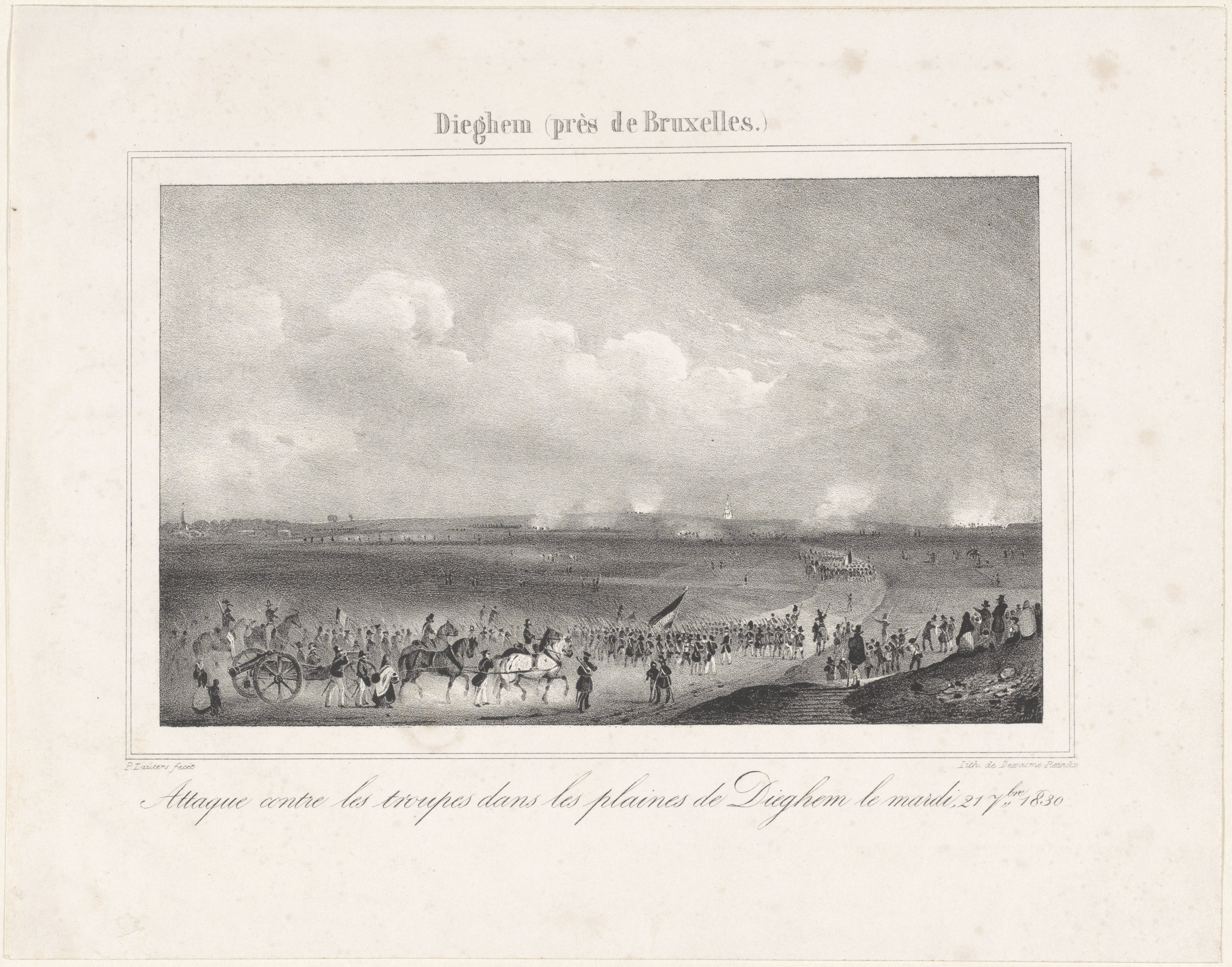
Combats à Diegem le 21 septembre.

- - Diegem : la garde bourgeoise de Bruxelles effectue une sortie et accroche les hommes du 4e régiment de dragons légers de l'armée[83]. Les combats se poursuivent aux alentours d'Evere où les grenadiers venaient établir un campement. On dénombre deux morts et plusieurs blessés côté belge[81].

- 22 septembre
  - Bruxelles : Manifestation orangiste devant le théâtre de la Monnaie[84].
  - Diegem : Un détachement belge attaque la position des chasseurs à cheval et de tirailleurs dès 8 h. Après toute une journée d'escarmouches, le commandant hollandais, le baron van Coehoorn, lance une charge militaire avec un escadron de lanciers et disperse les belges, faisant une centaine de prisonniers[85]. On compte 3 morts et 5 blessés dans les rangs des patriotes.
  - Genappe : le corps franc de la quarantaine de chasseurs volontaires wallons quitte la ville pour la capitale, mené par Jean-Jacques Thiebauld et Jules-Joseph Milhoux.
  - Louvain : Adolphe Roussel réunit environ 500 hommes et part pour Bruxelles à la tête du corps-franc des Volontaires louvanistes de 1830.
  - Oreye : La garde urbaine liégeoise et la garde communale ralliée à la cause, lancent une attaque sur les positions hollandaises stationnées dans le village, un point de passage stratégique sur la route qui relie Liège à Bruxelles via Saint-Trond, Tirlemont et Louvain. 600 Liégeois, sous le commandement du Major François-Joseph Mathot, ancien capitaine de la maréchaussée royale, attaquent les hommes du colonel Monhemius, commandant du 1er bataillon de la 7e afdeeling. Ils font entre 8 et 20 morts dans le camp adverse selon les sources[86] ainsi qu'une vingtaine de prisonniers et en profitent pour s'emparer des armes et des munitions. On compte un mort et plusieurs blessés dans les rangs liégeois[87].
  - Zellik : Une fusillade a lieu entre les hussards du Regiment Huzaren van Boreel (nl) dirigés par le colonel Van Balveren, cantonnés à Asse[88] et un détachement de belges, sortis par la porte de Flandre avec trois pièces d'artillerie. L'opération fait deux morts dans les rangs belges[89].

## Réactions

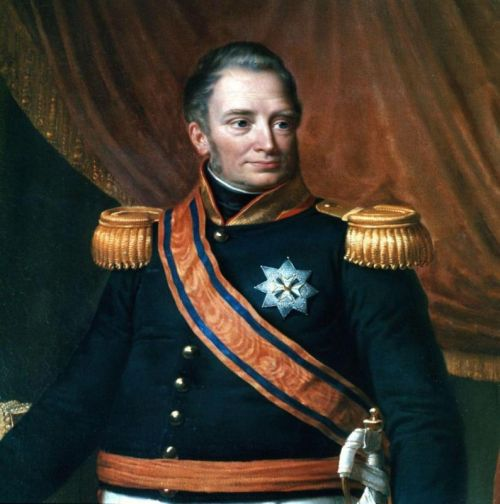
Le souverain du Royaume uni des Pays-Bas Guillaume Ier d'Orange-Nassau.

Le souverain du Royaume uni des Pays-Bas, Guillaume Ier réagit officiellement le 5 septembre 1830, par la « proclamation royale » suivante :

« Nous GUILLAUME, par la grâce de Dieu, roi des Pays-Bas, prince d'Orange-Nassau, grand-duc de Luxembourg, etc., etc.
A tous ceux qui les présentes verront ou entendront, salut!
La Providence divine, qui a daigné accorder à ce royaume quinze années de paix avec l'Europe entière, d'ordre intérieur et de prospérité croissante, vient de frapper deux provinces de calamités sans nombre, et le repos de plusieurs provinces limitrophes a été troublé ou menacé.
A la première nouvelle de ces désastres, nous nous sommes hâté de convoquer extraordinairement les états généraux, qui, aux termes de la loi fondamentale, représentent tout le peuple belge, afin d'aviser, de concert avec Leurs Nobles Puissances, aux mesures que réclament l'état de la nation et les circonstances présentes. En même temps, nos fils bien-aimés, le prince d'Orange et le prince Frédéric des Pays-Bas, ont été chargés par nous de se rendre dans ces provinces, tant pour protéger, par les forces mises à leur disposition, les personnes et les propriétés, que pour s'assurer de l'état réel des choses et pour nous proposer les mesures les plus propres à calmer les esprits. Cette mission remplie avec une humanité et une générosité de sentiments que la nation appréciera, nous a confirmé l'assurance que là même où elle se montre le plus agitée, elle conserve et proclame l'attachement à notre dynastie et à l'indépendance nationale, et quelque affligeantes que soient pour notre cœur les circonstances parvenues à notre connaissance, nous n'abandonnons point l'espoir qu'avec l'aide de la puissance divine dont nous invoquons le secours, dans cette occasion grave et douloureuse, et la coopération de tous les gens de bien et des bons citoyens dans les différentes parties du royaume, nous parviendrons à ramener l'ordre et à rétablir l'action des pouvoirs légaux et le règne des lois.
Nous comptons, à cet effet, sur le concours des états généraux. Nous les inviterons à examiner si les maux dont gémit la patrie tiennent à quelques vices dans les institutions nationales, et s'il y aurait lieu de modifier celles-ci, et principalement si les relations établies par les traités et la loi fondamentale entre les deux grandes divisions du royaume, devraient, dans l'intérêt commun, changer de forme et de nature. Nous désirons que ces importantes questions soient examinées avec soin et une entière liberté, et aucun sacrifice ne coùtera à notre cœur, lorsqu'il s'agira de remplir les voeux et d'assurer le bon heur d'un peuple dont la félicité a fait de notre part l'objet des soins les plus constants et les plus assidus. Mais, disposés à concourir avec franchise et loyauté, et par des mesures larges et décisives, au salut de la patrie, nous ne sommes pas moins résolu à maintenir avec constance les droits légitimes de toutes les parties du royaume, sans distinction, et à ne procéder que par les voies régulières et conformes aux serments que nous avons prêtés et reçus.
Belges ! habitants des diverses contrées de ce beau pays, plus d'une fois arraché par la faveur céleste et l'union des citoyens aux calamités auxquelles il était livré, attendez, avec calme et confiance, la solution des graves questions que les circonstances ont soulevées. Secondez les efforts de l'autorité légale pour maintenir l'ordre intérieur et l'action des lois là où ils n'ont pas été troublés, et pour les rétablir là où ils ont souffert quelque atteinte. Prêtez force à la loi, afin qu'à son tour la loi protége vos propriétés, votre industrie et votre sûreté personnelle. Que les distinctions d'opinions s'effacent devant les dangers croissants de l'anarchie, qui dans plusieurs localités se présente sous les formes les plus hideuses, et qui, si elle n'est prévenue ou repoussée par les moyens que la loi fondamentale met à la disposition du gouvernement, joints à ceux que fournit le zèle des citoyens, portera d'irréparables coups au bien-être individuel et à la prospérité nationale. Que les bons citoyens séparent partout leur cause de celle des agitateurs, et que leurs généreux efforts pour le rétablissement de la tranquillité publique, là où elle est encore à chaque instant menacée, mettent enfin un terme à des maux si grands, et permettent d'en effacer, s'il se peut, jusqu'aux traces.
Les présentes seront partout publiées et affichées dans les formes ordinaires et insérées au Journal officiel. Fait à la Haye, le 5 septembre de l'an 1830, et de notre règne le dix-septième. Signé GUILLAUME.
Par le roi, Signė J. G. DE MEY DE STREEFKERK. »